# Stephen Vincent Benét
Stephen Vincent Benét (Bethlehem, 22 luglio 1898 – New York, 13 marzo 1943) è stato un poeta e scrittore statunitense.
È conosciuto per il suo poema epico sulla Guerra di secessione americana John Brown's Body (1928), grazie al quale vinse il Premio Pulitzer per la poesia nel 1929, e per i racconti The Devil and Daniel Webster e By the Waters of Babylon.

## Biografia
Benét nacque il 22 luglio 1898 a Fountain Hill nella regione della Lehigh Valley della Pennsylvania orientale da James Walker Benét, un colonnello dell'esercito degli Stati Uniti. Il suo nonno e omonimo guidò l'United States Army Ordnance Corps dal 1874 al 1891 come generale di brigata e prestò servizio nella Guerra Civile. Suo zio paterno Laurence Vincent Benét fu guardiamarina nella Marina degli Stati Uniti durante la Guerra ispano-americana e in seguito divenne fabbricante della mitragliatrice Hotchkiss.
Era il fratello minore del poeta William Rose Benét, vincitore anch'egli di un Premio Pulitzer per la poesia nel 1942, e della giornalista Laura Benét
All'età di dieci anni, Benét fu mandato all'Accademia Militare Hitchcock. Si diplomò alla Summerville Academy di Augusta (Georgia) e all'Università Yale, dove fu "la forza dietro la Yale Lit", secondo Thornton Wilder, un collega dell'Elizabethan Club all'università. Fu anche redattore e contribuì con versi leggeri alla rivista umoristica del campus The Yale Record. Il suo primo libro fu pubblicato all'età di 17 anni e gli fu conferito un M.A. in inglese su presentazione del suo terzo volume di poesie al posto della tesi. Fu anche collaboratore della rivista Time nei suoi primi anni di vita.
Nel 1920-21 Benét si recò in Francia con una borsa di studio di Yale, dove conobbe Rosemary Carr; la coppia si sposò a Chicago nel novembre 1921. Anche Carr era una scrittrice e poetessa e i due collaborarono ad alcune opere.  Nel 1926 ricevette una borsa di studio Guggenheim e, mentre viveva a Parigi, scrisse Il corpo di John Brown.
Benét contribuì a consolidare la casa editrice dell'università Yale University Press con la sua attività di giudice del concorso annuale Yale Series of Younger Poets. Ha pubblicato i primi volumi di James Agee, Muriel Rukeyser, Jeremy Ingalls e Margaret Walker. Fu eletto membro della American Academy of Arts and Letters nel 1929, e Fellow della American Academy of Arts and Sciences nel 1931.
Benét vinse il premio O. Henry in tre occasioni, per i racconti An End to Dreams nel 1932, The Devil and Daniel Webster nel 1937 e Freedom's a Hard-Bought Thing nel 1940.
Il suo racconto fantasy "The Devil and Daniel Webster" ispirò diverse drammatizzazioni anche non autorizzate da parte di altri scrittori dopo la pubblicazione iniziale, il che ha spinse Benet ad adattare il proprio lavoro per il palcoscenico. Benet si rivolse al compositore Douglas Moore per creare un'opera lirica dell'opera con Benet come librettista nel 1937. The Devil and Daniel Webster: An Opera in One Act (New York: Farrar & Rinehart, 1939) fu presentato per la prima volta a Broadway nel 1939. Quell'opera fu creata tra il 1937 e il 1939, e il suo libretto servì come base per un adattamento teatrale dell'opera da parte di Benet nel 1938 The Devil and Daniel Webster: A Play in One Act, New York: L'opera è stata a sua volta utilizzata come fonte per un adattamento cinematografico co-scritto da Benet che è stato originariamente distribuito con il titolo All That Money Can Buy (1941).
Benét scrisse anche il seguito "Daniel Webster e il serpente marino", in cui Daniel Webster incontra il Leviatano.

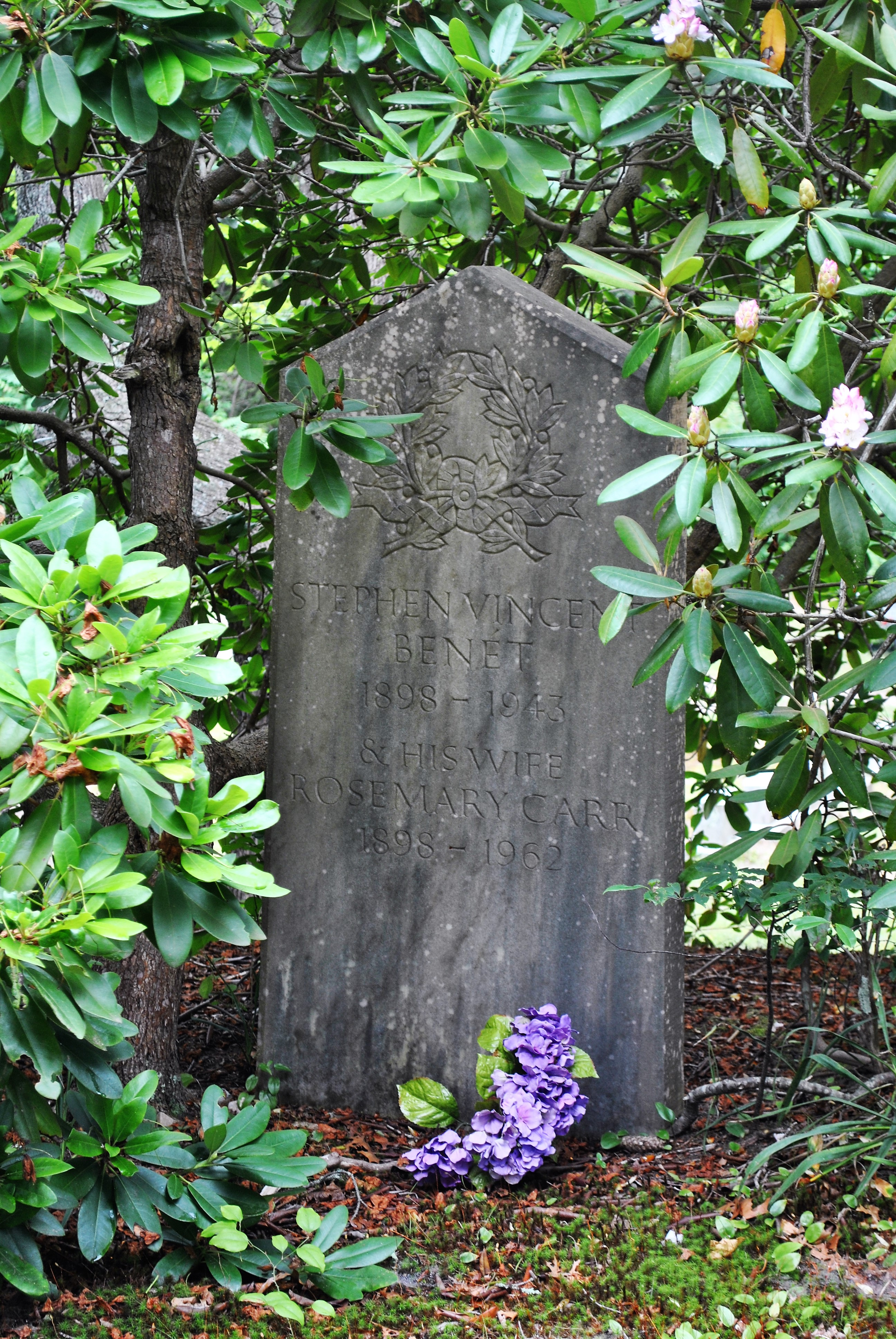
La tomba di Benét all'Evergreen Cemetery a Stonington, Connecticut

Benét morì per un attacco di cuore a New York il 13 marzo 1943 all'età di 44 anni. Fu sepolto nel cimitero Evergreen di Stonington (Connecticut), dove aveva posseduto la storica Amos Palmer House. Il 17 aprile 1943, la NBC trasmise uno speciale tributo alla sua vita e alle sue opere che includeva un'esibizione di Helen Hayes. Nel 1944 gli fu assegnato un Premio Pulitzer postumo per Western Star, un poema narrativo incompiuto sulla colonizzazione degli Stati Uniti.
L'intera opera del Benét, il quale effettuò un'intensa attività di propaganda patriottica durante la seconda guerra mondiale, ha una qualità spiccatamente e intenzionalmente americana.
Influenzato da Walt Whitman, volle dimostrare di credere perennemente valido uno stile poetico, che ebbe una sua indubbia funzione innovatrice, sia prosodicamente sia come contenuti.
Benét cercò di trattare temi americani usando un ritmo americano, con un certo successo.

## Benét nella cultura di massa
Benét adattò il mito romano del Ratto delle Sabine nel racconto "The Sobbin' Women". Questa storia è stata adattata come film musicale Sette spose per sette fratelli (1954), poi come stage musical (1978) e quindi serie TV (1982). La sua opera teatrale Il corpo di John Brown è stata messa in scena a Broadway nel 1953 in una lettura drammatica a tre voci con Tyrone Power, Judith Anderson e Raymond Massey, per la regia di Charles Laughton. Il libro è stato incluso nella lista dei 100 libri eccezionali del 1924-44 della rivista Life.
Dal racconto The Devil and Daniel Webster furono tratti due film: L'oro del demonio, 1941, e Patto con il diavolo, 2003.
Seppellite il mio cuore a Wounded Knee di Dee Brown prende il titolo dalla frase finale della poesia di Benét American Names. La citazione completa appare all'inizio del libro di Brown: Non ci sarò / Mi alzerò e passerò / Seppellirò il mio cuore a Wounded Knee.
Questo sebbene la poesia di Benet non riguardi la condizione dei nativi americani, Wounded Knee fu il luogo dell'ultimo grande attacco dell'esercito americano ai nativi americani.
Il racconto Sui fiumi di Babilonia fu ispirazione per il romanzo breve distopico Antifona di Ayn Rand.

## Opere scelte
- Five Men and Pompey, 1915
- The Drug-Shop, or, Endymion in Edmonstoun, 1917
- Young Adventure, 1918
- Heavens and Earth, 1920
- The Beginnings of Wisdom, 1921
- Young People's Pride, 1922
- Jean Huguenot, 1923
- The Ballad of William Sycamore, 1923
- King David, 1923
- Nerves, 1924 (con John Farrar)
- That Awful Mrs. Eaton, 1924 (con John Farrar)
- Tiger Joy, 1925
- The Mountain Whippoorwill: How Hill-Billy Jim Won the Great Fiddler's Prize, 1925
- Spanish Bayonet, 1926
- John Brown's Body, 1928
- The Barefoot Saint, 1929
- The Litter of Rose Leaves, 1930
- Abraham Lincoln, 1930
- Ballads and Poems, 1915–1930, 1931
- A Book of Americans, 1933 (con Rosemary Carr Benét)
- James Shore's Daughter, 1934
- The Burning City, 1936
- The Magic of Poetry and the Poet's Art, 1936
- By the Waters of Babylon, 1937
- The Headless Horseman, 1937
- Thirteen O'Clock, 1937
- Johnny Pye and the Fool Killer, 1938
- Tales Before Midnight, 1939
- The Ballad of the Duke's Mercy, 1939
- Nightmare at Noon, 1940
- Elementals, 1940-41 (broadcast)
- Freedom's Hard-Bought Thing, 1941 (broadcast)
- Listen to the People, 1941
- A Summons to the Free, 1941
- Cheers for Miss Bishop, 1941
- They Burned the Books, 1942
- Selected Works, 1942 (2 vol.)
- Short Stories, 1942
- Nightmare at Noon, 1942 (in The Treasury Star Parade, ed. by William A. Bacher)
- A Child Is Born, 1942 (broadcast)
- They Burned the Books, 1942 (broadcast)

### Opere postume
- Western Star, 1943 (non completato)
- Twenty Five Short Stories, 1943
- America, 1944
- O'Halloran's Luck and Other Short Stories, 1944
- We Stand United, 1945
- The Bishop's Beggar, 1946
- The Last Circle, 1946
- Selected Stories, 1947
- From the Earth to the Moon, 1958